# Никудин
 Тази статия е за селото в България.  За селото във Велешко, Република Северна Македония вижте Никодин.  
Нику̀дин е село в Югозападна България. То се намира в община Струмяни, област Благоевград.

## Население

### Етнически състав
Преброяване на населението през 2011 г.
Численост и дял на етническите групи според преброяването на населението през 2011 г.:
|                     | Численост |
| Общо                | 106       |
| Българи             | 106       |
| Турци               | -         |
| Цигани              | -         |
| Други               | -         |
| Не се самоопределят | -         |
| Неотговорили        | -         |

## География
Никудин се намира в историко-географската област Каршияка, на 37 километра югозападно от Струмяни и на 25 километра северозападно от Сандански. Селото е разположено живописно на около 700 метра надморска височина на двата бряга на река Лебница, границата между планините Огражден и Малешевска планина.
Климатът е преходносредиземноморски с планинско влияние. Средногодишната валежна сума е около 800 mm, а валежите имат зимен максимум и летен минимум. Почвите на землището са алувиално-ливадни и кафяви горски.

## История
Според предания в миналото в землището на сегашното село е имало манастир „Свети Никола“, от който идва името на селото. Първоначално Никудин е бил разположен на един хребет на 2 километра в южна посока, в местността Стар Никудин. По време на османската власт, поради съображения за сигурност и вероятно, за да имат жителите му по-добър достъп до вода, селото се е преместило в долината.
През XIX век Никудин е неголямо селище с чисто българско население, числящо се първоначално към Мелнишката каза, а след 1878 към Петричката каза на Серския санджак. Населението се занимава предимо със земеделие – отглежда царевица, ръж, ечемик, животновъдство – овце и кози и овощарство. В „Етнография на вилаетите Адрианопол, Монастир и Салоника“, издадена в Константинопол в 1878 година и отразяваща статистиката на населението от 1873 година, Никудин (Nikoudine) е посочено като село с 30 домакинства със 100 жители българи. Населението на селото участва активно в Кресненско-Разложкото въстание в 1878 – 1879 година. През декември 1878 година Димитър Попгеоргиев образува в Никодин старейшински съвет. След разгрома на въстанието част от никудинци се изселват в новообразуваното Княжество България и подписват петицията на бежанци от Македония до генералния консул на Великобритания в София с молба да бъдат освободени от османско владичество (5 декември 1878 г.).
Съгласно статистиката на Васил Кънчов („Македония. Етнография и статистика“) към 1900 година Никодин е чисто българско село. В него живеят 252 българи-християни. В 1901 година Христо Куслев основава в селото е основан комитет на ВМОРО. Според статистиката на секретаря на Българската екзархия Димитър Мишев („La Macédoine et sa Population Chrétienne“) в 1905 година населението на селото (Nikodim) се състои от 328 българи екзархисти.
В 1912 година селото е освободено от части на Българската армия по време на Балканската война. В 1942 година е учредена земеделската кредитна кооперация „Лебница“, а в 1954 година отваря врати Основното училище „Кирил и Методий“.
| Година | 1920 | 1926 | 1934 | 1946 | 1956 | 1965 | 1975 | 1985 | 1992 | 1997 |
| Брой   | 336  | 392  | 476  | 585  | 737  | 642  | 413  | 293  | 224  | 200  |

След 1957 година започва постепенно намаляване на населението, резултат от изселвания предимно към Сандански.
В 1951 година е основано читалище „Димо Хаджидимов“ с библиотека, отворена е детска градина, фелдшерски здравен пункт и пощенска станция. В 1958 година в Никудин е основано ТКЗС, от 1968 година – към Горското стопанство в Цапарево. Селото е елетрифицирано, водоснабдено и канализирано (60%), а 80% от уличната мрежа е с трайна настилка. В 1990 година поради обезлюдяването на селото училището е закрито. В 1992 година земята е върната на собствениците им.

## Личности
Родени в Никудин
- Стоимен войвода (1804 – 1860), български хайдушки войвода
- Серафим Дуев (1913 – 2008), български свещеник и просветител, служил над 50 години в църква „Свети Илия“ в селото. Служил е и във Валовище по време на Българското управление в Македония (1941 – 1944)
- Христо, български революционер, деец на ВМРО[7]